# Robert Stafford (homme politique)
Pour les articles homonymes, voir Robert Stafford.
Robert Theodore Stafford, né le 8 août 1913 à Rutland au Vermont et mort le 23 décembre 2006 dans la même ville, est un homme politique américain. Membre du Parti républicain, il occupe plusieurs fonctions électives dans le Vermont, dont il est le 71e gouverneur, avant d'entrer au Congrès des États-Unis, en tant que représentant (1961-1971) puis sénateur (1971-1989).

## Biographie

### Débuts professionnels
Robert Stafford obtient une licence du Middlebury College en 1935, avant d'étudier à le droit à l'université du Michigan. Il est finalement diplômé de la faculté de droit de l'université de Boston en 1938,.
Après l'université, il devient procureur du comté de Rutland de 1938 à 1942. Durant la Seconde Guerre mondiale, il met sa carrière entre parenthèses pour servir dans la United States Navy, dont il est lieutenant commander. À son retour à Rutland et à la suite du décès de son père à la guerre, il reprend le cabinet d'avocats familial.
De 1947 à 1951, il est élu procureur d'État pour le comté de comté de Rutland. Il s'engage pendant deux ans dans la guerre de Corée (1951-1953). Après la Corée, il devient adjoint au procureur général du Vermont de 1953 à 1955,,.

### Carrière politique au Vermont

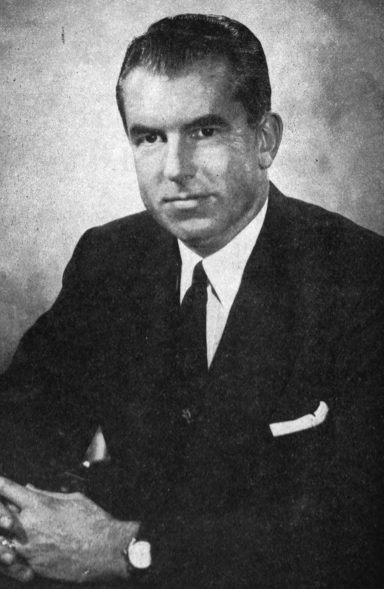
Portrait de Robert Stafford en tant que gouverneur.

En 1954, Robert Stafford lance sa carrière politique à l'échelle de l'État : il est élu procureur général du Vermont cette année-là (avec 57,2 %  des voix), puis lieutenant-gouverneur deux ans plus tard (60,8 % des suffrages),,.
En 1958, il est élu gouverneur du Vermont en battant le démocrate Bernard J. Leddy de seulement 719 voix (50,3 % contre 49,7 %).

### Congrès des États-Unis
Lors des élections de 1960, Robert Stafford est élu pour l'unique siège du Vermont à la Chambre des représentants des États-Unis. Il bat le représentant démocrate sortant William H. Meyer, élu deux ans plus tôt, avec 57,2 % des voix. Il est réélu à cinq reprises à ce poste, avec des scores toujours supérieurs à 56 % des suffrages. En 1968, il est même réélu avec 100 % des voix, disposant de la nomination républicaine et démocrate,.
Le 16 septembre 1971, il est nommé au Sénat des États-Unis pour succéder à Winston L. Prouty (en), mort en cours de mandat. Il démissionne alors de la Chambre des représentants. Il remporte l'élection partielle organisée le 7 janvier 1972 pour terminer le mandat de Prouty, avec 64,4 % des suffrages devant le démocrate Randolph T. Major (33,4 %) et le socialiste Bernie Sanders (2,2 %). Il est réélu en 1976, avec 50 % des voix contre le démocrate Thomas P. Salmon (45,3 %) et la socialiste Nancy Kaufman (4,7 %).
En 1982, Robert Stafford est particulièrement concurrencé durant la primaire républicaine, affrontant deux opposants conservateurs. Quand le sénateur sortant met en avant son action pour l'environnement et l'éducation, ses adversaires parlent d'économie. Il remporte finalement la primaire républicaine avec 46,2 % des voix (contre 34,7 % pour Stewart M. Ledbetter et 18,8 % pour James John McClaughry). Lors de l'élection générale, il est réélu avec 50,3 % des suffrages face au démocrate James A. Guest (47,2 %) et plusieurs indépendants.
Il n'est pas candidat à sa réélection en 1988.

## Action politique
Robert Stafford est un républicain modéré, notamment connu pour sa défense de l'environnement et de l'éducation.

### Environnement

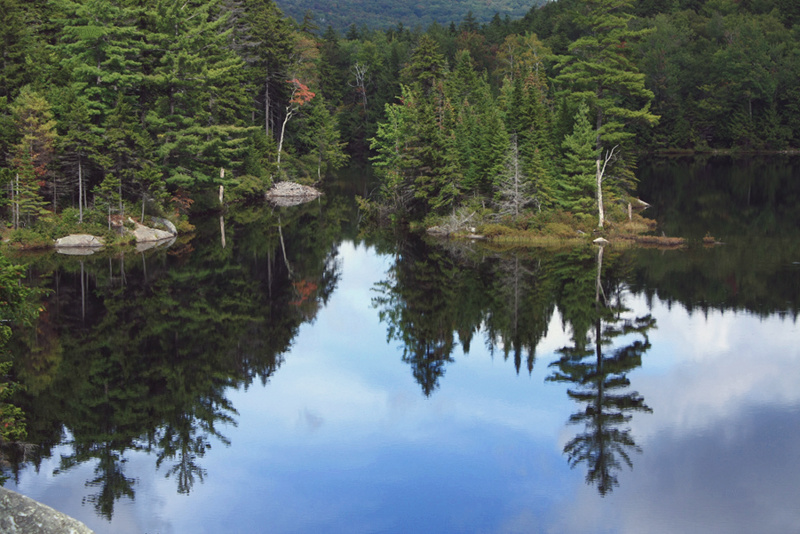
L'aire nationale de récréation de White Rocks, nommée en son honneur.

Dès les années 1980, il alerte sur les dangers du réchauffement climatique et estime nécessaire l'intervention du gouvernent. 
Au Congrès, il défend régulièrement la loi Superfund, visant à nettoyer les sites souillés par des déchets dangereux. Il propose des lois visant à lutter contre la pluie acide et la pollution de l'air et mène la bataille contre le véto de Ronald Reagan au renforcement du Clean Water Act. Il préside la commission sur l'environnement et les travaux publics du Sénat de 1981 à 1987. 
Ces positions lui font perdre des soutiens au sein des milieux économiques, mais font de lui l'un des rares républicains soutenus par des associations de protection de l'environnement comme le Sierra Club.
En 2006, l'aire nationale de récréation de White Rocks, au Vermont, est renommée en son honneur pour son action en faveur de la protection de l'environnement.

### Éducation
En matière d'éducation, il est l'un des principaux parrain d'une loi offrant des prêts à taux réduit aux étudiants. En 1988, le programme fédéral de prêt étudiant garanti prend son nom (Robert T. Stafford Student Loan program),.
Sous Ronald Reagan, il s'oppose aux coupes budgétaires dans l'éducation.

### Questions de société
Discret après son départ du Congrès, il s'engage toutefois en 2000 en faveur de l'union civile pour les couples homosexuels au Vermont.